# فرانك ماثيوز (لاعب كريكت)
فرانك ماثيوز (15 أغسطس 1892 - 11 يناير 1961) (بالإنجليزية: Frank Matthews)‏ هو لاعب كريكت بريطاني (وحمل سابقاً جنسية المملكة المتحدة لبريطانيا العظمى وأيرلندا).